# Stypommisa vidali
Stypommisa vidali är en tvåvingeart som beskrevs av Rafael, Gorayeb och Rosa 1992. Stypommisa vidali ingår i släktet Stypommisa och familjen bromsar. Inga underarter finns listade i Catalogue of Life.